# Colibași, Gorj
Colibași este un sat în comuna Scoarța din județul Gorj, Oltenia, România.

## Vezi și

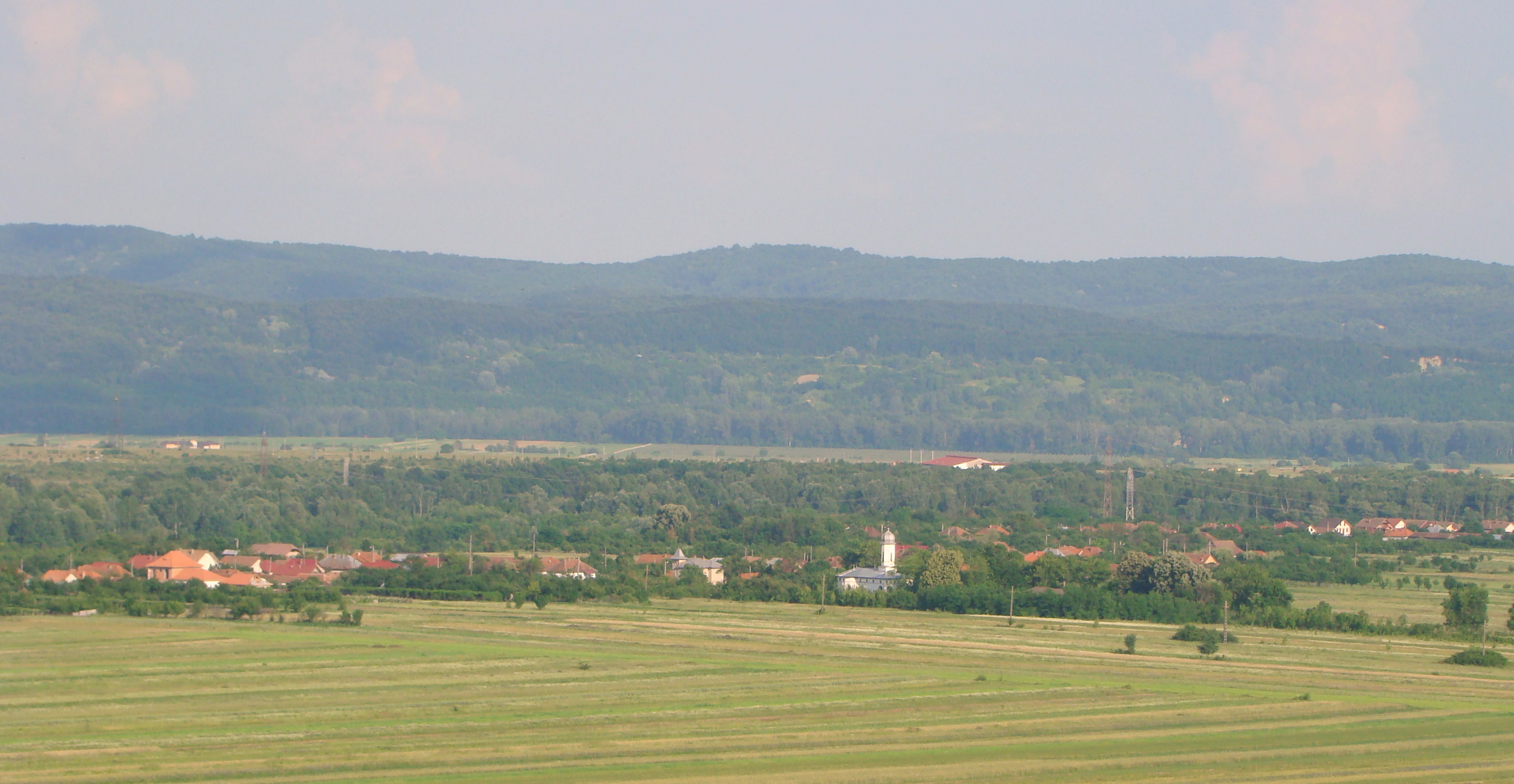
Panoramă de pe dealul Gorgania din satul învecinat Bobu

- Biserica de lemn din Colibași

 Acest articol despre o localitate din județul Gorj este deocamdată un ciot. Puteți ajuta Wikipedia prin completarea lui.